# YMCK
YMCK（ワイエムシーケー）は、日本の音楽ユニット。チップチューンのジャンルにおいて、世界的に活躍するグループである。

## 概要
スウィング・ジャズの要素を加えたテクノポップサウンドを、ファミコンのゲームミュージックのような8bit音源とボサノバのようなボーカルで奏でる作風が特徴。
メンバーはライブ以外では素顔は公開せず、TVの音楽番組などでコメント出演する際もファミコンのゲームキャラクターのようなドット絵のアニメで登場し、音楽誌のライブレポート写真ではドット絵のイラストが顔に被せられている。アルバムCDのジャケットもドット絵で描かれている。
バンド結成は2003年5月。CD-Rの自主制作盤『ファミリーミュージック』がヒットとなり、2004年11月にウサギチャンレコーズから1stアルバム『ファミリーミュージック』をリリースする（1stアルバムは自主制作盤とタイトルが同じだが、アルバムの構成は異なる）。1stアルバムのヒットにより、日本のみならずタイやスウェーデンでも名前は知れ渡り、ライブを行っている。2005年12月に2ndアルバムとなる『ファミリーレーシング』をリリース。2008年1月にavex traxから3rdアルバム『ファミリージェネシス』をリリースし、メジャーデビューとなる。チップチューンのコンピレーション・アルバムを始め、各方面へのゲスト参加や楽曲のリミックスも積極的に行っている。2008年には「ROCK IN JAPAN FESTIVAL.2008」や「COUNTDOWN JAPAN 08/09」の幕張・大阪両会場への出演も行った。同年12月にはいきものがかりのシングル「気まぐれロマンティック」のPVのドット絵アニメーションも手がけた。
公式サイトでは、Yokemuraが開発した「Magical 8bit Plug」というオリジナルのプラグイン形式のソフトウェア・シンセサイザーを公開している。フリーウェアであるため、ダウンロードをすればYMCKの曲のような8bitゲームミュージックが自作可能。バージョンアップを重ねたのち、2020年2月26日に「Magical 8bit Plug 2」が新たにリリースされた。
YokemuraとNakamuraは、後述の通り、Youtubeで毎週動画配信を行っている。
2023年にバンド結成20周年を迎え、2023年9月29日に20曲入りの10th Album「TEN+TEN」の配信を開始するとともに、2023年10月21日に20周年記念ワンマンライブ「YMCK ファミリーミュージックショー 20th」を代官山UNITで開催した。

## メンバー
- Midori（栗原みどり）（ボーカル、作曲担当）
- Yokemura（除村武志）（作詞、作曲、編曲担当）
- Nakamura（中村智之）（映像・作曲担当） 実妹は漫画家の中村明日美子[2]

## 作品

### 配信限定シングル
| 発売日         | タイトル                                               | 備考                                                                          |
| -------------- | ------------------------------------------------------ | ----------------------------------------------------------------------------- |
| 2009年8月26日  | 果てしない世界                                         | TVアニメ『アラド戦記 ～スラップアップパーティー～』1期エンディングテーマ      |
| 2013年12月9日  | さかさま東京                                           |                                                                               |
| 2016年3月7日   | GAME OVER                                              | YMCK×STAMP                                                                    |
| 2020年6月5日   | ねこなでたい                                           |                                                                               |
| 2021年3月10日  | おしえて北斎!                                          | 上鈴木兄弟 (P.O.P)&YMCK                                                       |
| 2021年4月21日  | Teach me, Hokusai!                                     | KAMISUZUKI Brothers(P.O.P)&YMCK                                               |
| 2022年8月8日   | 笑い合う時                                             | YMCK feat.MCU                                                                 |
| 2024年6月5日   | Shining Summer Dream / フォーティーン☆レボリューション |                                                                               |
| 2024年11月27日 | YMCKのやさしいクリスマス曲集                           | 1. 皆様、ご安全に 2. PaPaPaPa Christmas for You 3. LaLaLaLa Christmas for You |

### ゲーム
- PiCOPiCT(任天堂・2009年/ニンテンドーDSiウェア) - ゲームBGM作曲・編曲
- 太鼓の達人シリーズ（楽曲提供）
  - ファミリードンドン
  - お菓子刑事の歌
  - ダンバ・ダンバ・ディン・ダン
- 塊魂TRIBUTE（カバー曲提供）
  - 真っ赤なバラとジントニック(YMCK 8bit Mix)
- maimaiPLUS（楽曲提供）
  - maimaiちゃんのテーマ
  - Pixel Voyage
- グルーヴコースター（楽曲・リミックス提供）
  - KIKIKAIKAI
  - PIXEL STAR
- コットンリブート ハイテンション!(BEEP・2025年/Switch/PS5/PS4) - ゲームBGM作曲・編曲

## ミュージックビデオ
| 監督     | 曲名            |
| -------- | --------------- |
| 中村智之 | 「カレーだよ!」 |
| YMCK     | 「Starlight」   |

他YMCKのYouTubeチャンネル内のみでMVを公開。

### 書籍
- YMCK15周年記念本「ファミリーブック」2018年。CD付き。[5]

## 動画配信

### YMCKファミリーレディオショー（生配信）
毎週火曜　22:00 - 23:00 頃　(JST) 
配信はYMCKのYoutube公式チャンネルから行われる。（下記外部リンク参照）
Yokemuraが1人で進行し、アバターで登場する。メンバーのMidoriやNakamuraがアバターで登場したり、チップチューン音楽家など、音楽関係者が音声でゲスト出演することもある。
YMCKの活動や情報、Yokemuraの近況、時候の話題のほか、YMCKに加え、バンドやメンバーが参加したミュージックビデオや楽曲が放映される。チップチューン楽曲の紹介もあり、「チップチューン天国」コーナーとして特集されることもある。
Youtubeのチャット機能で、視聴者からも活発に近況報告や、ミュージックビデオや楽曲、イベントへの感想、質問などが寄せられる。海外からの視聴者もみられ、Yokemuraは数ヵ国語を解するため、冒頭の挨拶も数ヵ国語で行い、配信中の外国語のコメントには、極力同じ言語を話し返答している。
目玉企画が、リスナーとリアルタイムに曲を作る「曲作りコーナー」で、Youtubeのチャット機能で曲のお題や歌詞を募集している。それをヒントに、YokemuraがギターやDAWで即興で演奏しながら歌い、リアルタイムに作詞作曲し、曲を仕上げている。曲の一部は、さらにブラッシュアップして、YokemuraのインディーズCDに収録されている。エンディングテーマ「Tuesday Happy」も、Yokemuraが作詞作曲し、リスナーが作詞協力している。
リアルタイム配信のほか、初回分からアーカイブが公開されている。（下記外部リンク参照）
2019年4月2日に現在のYoutubeに移行し配信開始する以前は、2013年8月からUstreamで、その後はツイキャスで、同様に配信していた。番組開始当初は、2013年10月発売のアルバム「FAMILY DAYS」の情報提供を目的としていた。YMCKファミリーレディオショーは、2023年8月15日のVol.223で配信開始から10周年を迎え、2025年3月4日が第300回となった。

### ナカムラセンター
毎週日曜に最新作を配信。（下記外部リンク参照）
Namakuraが1人で音声のみで進行し、ゲーム紹介やプレイ動画、ゲームの考察などをお届けする、ゲーム愛溢れる番組。内容的にはアーケードゲーム全盛期時代のシューティングや格闘、アクションなどが多くこのコーナーに毎回コメントを付けるコアなファンも少なくない。
特筆すべきはかつての人気タイトルがアーケードから各種コンシューマーへと移植されていく過程を追った動画。グラディウスや沙羅曼蛇など、アーケードと各種コンシューマー機との比較や同タイトルの旧機種と新機種との比較など、内容はかなり濃いものとなっている。
また、アーケードアーカイブスやイーグレットミニなどの家庭用ミニ筐体の内容からゲームを紹介、プレイするなどかつてのアーケード全盛期時代好きにはたまらない内容も多く配信している。
2020年3月28日の初回分から、アーカイブが公開されている。（下記外部リンク参照）
元々はYMCKファミリーレディオショーの1コーナーであったが、独立した。